# Кафавр
Кафа́вр(дав.-гр. Κάφαυρον) — персонаж давньогрецької міфології, син Амфітеміса або Гараманта і озерної німфи Трітоніс. Жив у Лівії. Захищаючи свою отару вбив дубиною аргонавта Канфа, за іншою версією — навіть двох аргонавтів Канфа і Еврідама. У помсту за загибель товариша або товаришів інші аргонавти вбили Кафавра і викрали його худобу.
За деякими джерелами його звали Цефаліоном.